# Frances Newstead
Frances Newstead, née le 7 mai 1973 à Holmfirth, est une ancienne coureuse cycliste britannique.

## Palmarès sur route
- 2002
  - 3e du RaboSter Zeeuwsche Eilanden
- 2004
  -  Championne de Grande-Bretagne du contre-la-montre

## Palmarès sur piste

### Coupe du monde
- 2000
  - 1re de la course aux points à Ipoh
  - 2e de la poursuite à Ipoh
  - 4e du classement général de la course aux points

### Championnats nationaux
- 2000
  -  Championne de la course aux points
  - 3e de la poursuite
- 2003
  - 2e de la poursuite
- 2005
  - 2e de la poursuite

## Palmarès de VTT
- 2000
  - 2e du championnat de Grande-Bretagne de trial (10 Miles)
- 2002
  - 2e du championnat de Grande-Bretagne de trial (25 Miles)
- 2003
  - Championne de Grande-Bretagne de trial (25 Miles)